# Isabelle Eberhardt

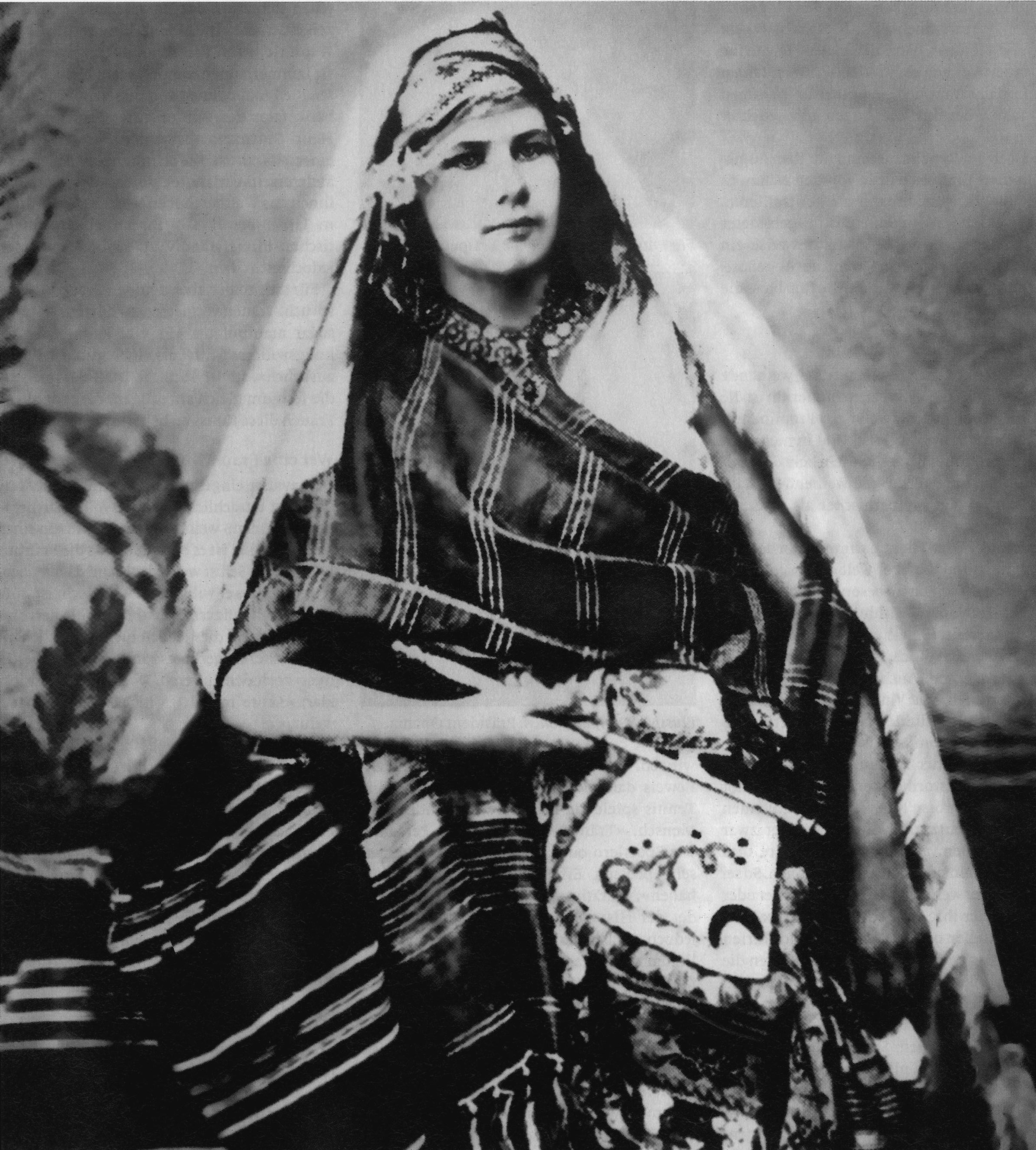
Isabelle Eberhardt um 1900

Isabelle Eberhardt (* 17. Februar 1877 in Meyrin bei Genf; † 21. Oktober 1904 in Aïn Sefra, Algerien) war eine schweizerisch-französische Wüstenreisende und Schriftstellerin. Durch Heirat erhielt sie die französische Staatsbürgerschaft. Ihre Werke und besonders ihre Person wurden im Zuge der Frauenbewegung Anfang der 1970er Jahre wiederentdeckt. Sie faszinierte besonders durch ihren außergewöhnlichen Lebensstil: Sie trug Männerkleidung, reiste allein durch die Sahara sowie durch das Atlasgebirge, sie folgte der Route des französischen Militärs, das Alkohol und Bordelle gebracht hatte, und verkehrte in Bars und Bordellen des Maghreb. Sie fand Aufnahme in der muslimischen Bruderschaft, der Qādirīya, die zuvor noch nie einen Europäer, geschweige eine Frau, als Mitglied akzeptiert hatte.

## Leben
Zum Leben von Isabelle Eberhardt gibt es nur wenige gesicherte Informationen; Dokumente über biografische Daten sind rar. Die meisten Informationen stammen aus ihren postum veröffentlichten Tagebüchern. Es ist nicht geklärt, inwieweit Victor Barrucand, Verleger und Freund Eberhardts, ihren Nachlass umgestaltet hat.

### Kindheit in Genf
Isabelle Eberhardt war die Tochter der deutsch-baltischen Lutheranerin Nathalie Eberhardt, die nach Russland emigriert war und dort den adligen Paul de Moërder (nach anderen Quellen General Karlovitch de Moerder oder Pawel de Moërder), Offizier der Kaiserlich Russischen Armee, geheiratet hatte. Sie war das jüngste Kind unter fünf Halbgeschwistern. Ihre Mutter soll einige Jahre vor der Geburt Isabelles ihren Ehemann verlassen haben und mit dem anarchistischen Hauslehrer Alexander Nikolajewitsch Trofimowski und den drei erstgeborenen Kindern (Nikolas, * 1864; Nathalie, * 1865; Wladimir, * 1868) durchgebrannt sein. Nach einer langjährigen Odyssee durch Europa ließ sich die Familie 1873 am Genfersee nieder.
De Moërder strebte die Aussöhnung mit Nathalie Eberhardt an und reiste ihr deshalb nach. Das vierte gemeinsame (von ihm anerkannte) Kind Augustin wurde 1872 in Montreux geboren. Ein Jahr später verstarb de Moërder. Vermutlich mit seiner Erbschaft erwarb man um 1874/1875 vor den Toren der Stadt Genf in Meyrin einen einsam gelegenen Landsitz mit großem Grundstück, den man Villa Neuve taufte und der später zum Treffpunkt vieler Oppositioneller des Zaren werden sollte. Dort wuchs Isabelle Eberhardt auf. Sie kam am 17. Februar 1877 als Isabelle Wilhelmine Marie in einer Genfer Geburtsklinik zur Welt und erhielt zum Nachnamen den Ledigennamen ihrer Mutter. Die Identität ihres Vaters ist nicht mit Bestimmtheit bekannt, wahrscheinlich war es der Hauslehrer der Familie, Alexander Trofimowski. Gerüchten zufolge, die wohl auch von Isabelle Eberhardt selbst gestreut wurden, könnte es sich aber auch um den Dichter Arthur Rimbaud oder einen namentlich nicht genannten Arzt der Mutter gehandelt haben. Ihre Erziehung übernahm Trofimowski, innerhalb der Familie kurz „Vava“ genannt. Der aus Armenien stammende ehemalige russisch-orthodoxe Priester wurde unter dem Einfluss Michael Bakunins (1814–1876) und als Anhänger der Tolstojaner, die einen bäuerlich-religiösen Anarchismus vertraten, zu einem Sprachrohr der Lehre von der „Schaffung des freien Menschen“. Institutionen wie Kirche, Schule und Ehe lehnte er strikt ab. Er unterrichtete die Kinder morgens in Geschichte, Sprachen und Literatur, nachmittags wurden gemeinsam – ganz nach dem Tolstoischen Ideal zur „Ertüchtigung von Körper und Seele“ – Arbeiten im Garten verrichtet. Schon hier trug Isabelle Eberhardt Kleider ihres älteren Bruders und ihr Haar war jungenhaft kurz geschnitten, so dass sie – oft mit einer Zigarette im Mundwinkel – kaum von den Brüdern zu unterscheiden war. Ob dies als generelle Weigerung, Mädchenkleider zu tragen, geschah, dem Wunsch Trofimowskis entsprang oder einfach für die Arbeiten im Garten praktisch war, bleibt unklar. Mit zwölf soll sie bereits den Koran auf Arabisch, die Bibel auf Altgriechisch und die Tora auf Hebräisch gelesen haben. In der Villa Neuve wurde Französisch, Deutsch und Russisch gesprochen. Eine öffentliche Schule besuchte Isabelle nie.

### Leidenschaft für den Islam

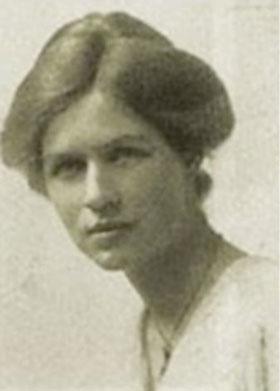
Isabelle Eberhardt

Früh begann ihre Faszination für den Islam  – obwohl oder gerade weil Trofimowski sie von Glaubensfragen fernhielt. 1895 schrieb sie an ihren Halbbruder Augustin: „Mein Körper ist im Okzident aber meine Seele ist im Orient“ und „ohne Schreiben gibt es keine Hoffnung für mich in diesem verfluchten Leben in ewiger Finsternis“. Isabelle Eberhardt begann, sich im Haus des Patriarchen Trofimowski zudem unwohl zu fühlen, und fuhr immer öfter nach Genf, um das Nachtleben zu erkunden. Dort verliebte sie sich in einen jungen Moslem namens Archavir, der Aktivist der Jungtürken-Bewegung war und in der Stadt lebte. In dieser Zeit beschloss Eberhardt, Schriftstellerin zu werden. Sie abonnierte die damalige Pariser Tageszeitung Le Journal. Sie nahm mit Intellektuellen, die sie in religiösen Fragen des Islam unterrichteten, Brieffreundschaften auf und schwärmte für die arabische Kultur.
Als der Arzt ihrer Mutter einen Klimawechsel aufgrund ihrer Migräne empfahl, nutzte Isabelle Eberhardt die Chance und reiste mit ihr. Im Mai 1897 fuhren sie an Bord des Linienschiffes Duc de Bragance von Marseille nach dem damals französischen Algerien. Trofimowski blieb mit Isabelle Eberhardts melancholischem Bruder Wladimir zurück. Die zwei anderen Söhne waren bereits vor Trofimowskis Autarkie und Jähzorn in die Fremdenlegion geflohen, die ältere Halbschwester Nathalie hatte inzwischen geheiratet und war nach Genf gezogen.

### Bône in Algerien – Tunis – Genf
Ab 1897 lebte Isabelle Eberhardt mit ihrer Mutter in Bône (heute Annaba), wo sie beide zum Islam konvertierten. Um sich freier bewegen zu können, legte Isabelle Eberhardt ihre europäische Kleidung ab und kleidete sich als arabischer Mann. Sie verkehrte in lokalen Studentenkreisen und hielt sich streng an gewisse Rituale des Islam wie Waschungen, Gebet und Fasten. Ihr maßloser Alkohol- und Marihuanakonsum sowie ihre Promiskuität verstießen jedoch gegen die Gebote Mohammeds. Ihrer kranken Mutter half der Kuraufenthalt nicht, sie starb am 28. November 1897 an Herzversagen. Isabelle Eberhardt tröstete sich durch die Arbeit an ihren Tagebüchern, die später unter dem Titel Mes Journaliers (dt. „Tagwerke“) veröffentlicht wurden. Die geliebte Verstorbene nennt sie darin „weißer Geist“ und „weiße Taube“. So schrieb sie 1899 in ihr Tagebuch: „Welche Illusionen sollte ich noch haben, wo doch die weiße Taube, die die ganze Süße und das Licht meines Lebens war, seit zwei Jahren dort unten schläft, in der Erde, auf dem ruhigen Friedhof der Gläubigen von Annaba!“
Nach dem Tod der Mutter reiste Isabelle Eberhardt – inzwischen 20-jährig – als Nomadin nach Tunis. Unter dem Decknamen Si Mahmoud streifte sie in Männerkleidung durch die Wüste, besuchte sowohl Bars und Bordelle als auch heilige Stätten des Islam und lebte promiskuitiv bei den nordafrikanischen Beduinen. Sie schrieb ihre ersten Prosaskizzen, kaufte sich vom Honorar einen Araberhengst und ritt allein ins Innere der Wüste Sahara. Im März 1898 ging ihr das Geld für Hotels und Reisekosten aus und sie musste nach Genf zurückkehren. Nach ihrer Ankunft dort pflegte sie den an Kehlkopfkrebs erkrankten Trofimowski, der am 15. Mai 1899 starb. Biografen mutmaßen, die Geschwister hätten ihm eine Überdosis an Schmerzmitteln verabreicht, um seinen Leiden ein Ende zu bereiten. Kurz darauf starb ihr Bruder Wladimir nach einem Anfall von Melancholie durch Suizid.

### Rückkehr nach Algerien

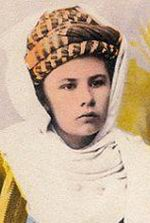
Isabelle Eberhardt

Isabelle Eberhardt kehrte im Juli 1900 nach Algerien zurück. Die Finanzierung der Reise ist unklar: Einige Quellen sprechen von einer kleinen Erbschaft durch den Tod Trofimowskis, andere Biografen wenden ein, dass sie als uneheliche Tochter gar nicht erbberechtigt gewesen sei, und mutmaßen, dass sie sich nach Paris begab, um einen Geldgeber zu finden. Dort lernte sie die Witwe des in der Sahara verschollenen Abenteurers und politischen Aktivisten Marquis de Morès (1858–1896) kennen, dessen Schicksal sie ergründen sollte. Für diesen Auftrag erhielt sie 1500 Francs Reisegeld.
In Algerien kaufte sich Eberhardt den Araberhengst Souf und ritt erneut unter dem Pseudonym Si Mahmoud Saadi in die Wüste. In der Oase El Oued lernte sie den Quartiermeister der französischen Garnison kennen, einen „gutaussehenden, weichlichen, nachgiebigen Algerier namens Slimène Ehnni, der ausgezeichnet Französisch sprach, die französische Staatsbürgerschaft erlangt hatte und der beste Liebhaber war, dem Isabelle je begegnet war“. Die Verliebten schrieben einander Briefe übers Heiraten und über die Eröffnung eines Lebensmittelgeschäftes, um ihren Lebensunterhalt bestreiten zu können. Eberhardt  beschrieb Ehnni ihrem Bruder Augustin in einem Brief aus El Oued wie folgt: „Er ist ein sanfter, heiterer Mensch, der den Lärm, die abendlichen Ausgänge und die Kneipen verabscheut. Er ist häuslich und eifersüchtig darauf bedacht, seine Privatsphäre gegen außen zu verteidigen. Slimène ist der ideale Gatte für mich, denn ich bin müde, angewidert und vor allem der verzweifelten Einsamkeit überdrüssig, in der ich mich trotz gelegentlicher Bekanntschaften befand.“ Die gemeinsamen Pläne scheiterten jedoch aus Geldmangel und Isabelle Eberhardt war bald wieder alleine in der Wüste unterwegs.

### Attentat und Ausweisung
Am 29. Januar 1901 griff ein junger Mann Isabelle Eberhardt auf dem Dorfplatz von Behima (heute Hassani Abdelkrim) mit einem Krummsäbel an. Sie wurde an Schläfe und Schulter getroffen und überlebte das Attentat leicht verletzt. Kurz zuvor war sie dem Sufi-Orden Qādirīya beigetreten. Der Attentäter soll ein religiöser Fanatiker aus dem mit der Qādirīya verfeindeten Moslem-Orden Tidschānīya gewesen sein. Vor Gericht sagte er später aus, Allah habe ihm die Tat befohlen. Zwar verzieh ihm Eberhardt vor Gericht und bat um Gnade für ihn, dennoch wurde er zu 20 Jahren Zwangsarbeit verurteilt. Aber auch für Eberhardt war der Prozess schicksalshaft. Das Gericht erkannte in ihr eine ausländische Unruhestifterin und verwies sie im Mai 1901 für unbestimmte Zeit des Landes. Möglicherweise ließ sich das Gericht bei diesem Urteil von früheren Observierungen beeinflussen. Isabelle Eberhardt bzw. deren Lebensführung war den Behörden suspekt: Sie wurde des Öfteren verdächtigt, in politische Intrigen verwickelt zu sein oder als Spionin zu dienen.

### Marseille
Eberhardt reiste nach Marseille aus, wo sie bei ihrem Bruder Augustin unterkam (andere Quellen berichten, sie habe am Hafen bei fremden Leuten ein Zimmer bezogen). Dieser führte in Marseille als Lehrer mit Frau und Kindern ein bürgerliches Leben. Mit dem Hintergedanken, die französische Staatsbürgerschaft zu erlangen, oder aus purer Sehnsucht bestellte Eberhardt Slimène Ehnni zu sich. Die beiden heirateten am 17. Oktober 1901 zunächst auf dem Standesamt in Marseille, dann nach islamischem Ritus in einer Moschee. Zu diesem Anlass trug Isabelle Eberhardt wohl zum ersten Mal seit langer Zeit wieder weibliche Kleidung: ein schwarzes Kostüm mit einer Weste aus fliederfarbenem Satin und einen schwarzen, mit Flieder geschmückten Männerhut. Als die benötigten Papiere im Januar 1902 zusammen waren, reiste sie – nun als französische Staatsbürgerin – nach Algerien zurück. Dort lebte sie jedoch nie herkömmlich mit ihrem Gatten zusammen; immer wieder zog es sie in die Einsamkeit der Sahara.

### Zurück im Maghreb

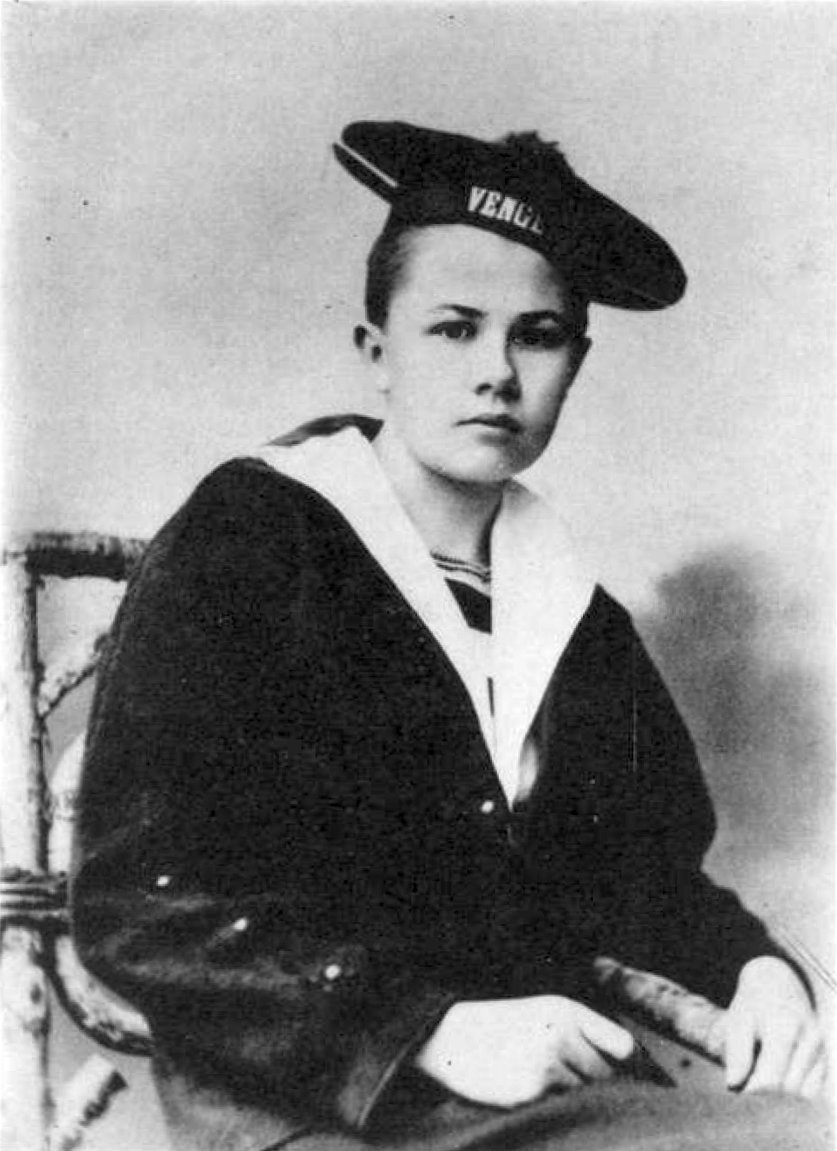
Isabelle Eberhardt

Slimène Ehnni hatte den Militärdienst quittiert. Das mittellose Paar wohnte vorerst bei seinen Eltern. Isabelle Eberhardt zog es bald wieder fort in die Weiten des Maghreb. Der französische Schriftsteller und Journalist Victor Barrucand bot ihr freie Kost und Logis an, wenn sie für die von ihm in Algier herausgegebene zweisprachige Zeitschrift L’Akhbar schreiben würde. Froh über Reisegeld zu verfügen, nahm Eberhardt die Offerte an. Barrucand begann auch mit der Edition ihrer in früheren Jahren entstandenen Reportagen und Kurzgeschichten aus der Sahara, wodurch sie in Algerien und Frankreich eine gewisse Bekanntheit als Schriftstellerin erlangte. Noch im selben Jahr wurde Eberhardt von der Dépêche algérienne als Kriegsreporterin an die marokkanische Grenze geschickt. Dort lernte sie den französischen Militärkommandanten Hubert Lyautey kennen, der sie bat, als „Mittlerin zwischen den Welten“ Kontakte zwischen Franzosen und Einheimischen zu knüpfen, um den späteren friedlichen Anschluss Marokkos an Algerien vorzubereiten. In dieser Zeit entstanden die meisten Schriftwerke von Isabelle Eberhardt. Der berufliche Erfolg vermochte ihre innere Stimmung jedoch nicht aufzuheitern. Auch ihr Äußeres soll nichts Anziehendes mehr gehabt haben. Der Schweizer Biograf Alex Capus beschreibt dies so: „Ihr Gesicht war von Alkohol verwüstet, die Stimme rau, der Schädel rasiert und der Mund zahnlos“.

### Tod
Depressiv und unzufrieden suchte Isabelle Eberhardt noch immer nach dem „Woanders“. Sie schrieb: Mais aussi, comme toujours, je ressens une tristesse infinie qui envahit mon âme, un désir inexprimable d’un quelque chose que je ne saurais dire, une nostalgie d’un ailleurs que je ne saurais nommer. („Wie immer fühle ich aber auch eine endlose Traurigkeit, die meine Seele beschleicht, ein unbeschreibliches Verlangen nach etwas, das ich nicht in Worte fassen kann, Wehmut über ein Woanders, das ich nicht benennen kann.“) Neben ihrem Seelenleid war Eberhardt auch körperlich in schlechter Verfassung. Mit ihrem Mann beschloss sie einen gemeinsamen Suizid. Das Paar begab sich mit Pistole und Absinth in die Wüste, war aber schon bald zu betrunken, um den Plan ausführen zu können.
1904 litt Isabelle Eberhardt an so heftigen Malariaschüben, dass das Paar die Militärstation von Aïn Sefra aufsuchen musste. Dort mieteten sie eine kleine Hütte und am 1. Oktober begab sich Eberhardt in das örtliche Militärkrankenhaus. In der Nacht vom 20. auf den 21. Oktober ging ein heftiges Gewitter über der Region nieder. Nur wenige Stunden zuvor hatte Isabelle Eberhardt gegen den ausdrücklichen Rat der Ärzte das sicher gelegene Krankenhaus verlassen, um in ihr Lehmhaus, das an einem Wadi stand, zurückzukehren. Ehnni floh rechtzeitig vor den heranströmenden Wassermassen, aber Eberhardt blieb zurück und ertrank 27-jährig. Ihr Leichnam wurde nach zwei Tagen gefunden, zusammen mit ihrem einzigen Nachlass, den Skizzen für ihren Roman Le Trimardeur (deutsch „Der Vagabund“).

## Rezeption
Der französischstämmige deutsche Schriftsteller René Prévot verarbeitete seine Begegnung mit Isabelle Eberhardt in dem Text „Geige in der Wüstennacht“, der 1955 in seinem Band „Dreizehn sonderbare Geschichten“ erschien. Zu diesem Zeitpunkt war Eberhardt der Öffentlichkeit kaum bekannt. Dies änderte sich erst ab den 1970er Jahren, als sie für die Frauenbewegung eine Art Vorbildrolle einnahm: Ihr Wechsel der Geschlechterrolle, ihre Reiselust und die Tatsache, dass sie gesellschaftlichen Hindernissen trotzte, um ihr Leben nach eigenen Vorstellungen zu gestalten, faszinierten angesichts des Aufschwungs des Feminismus. 1981 brachte Timberlake Wertenbaker über sie das Stück Anatomies auf die Londoner Bühne, das zum klassischen feministischen Drama der 1980er Jahre zählte. In der Spielzeit 2010/11 zeigte das Theater Freuynde + Gaesdte im Afrikahaus des Botanischen Gartens Münster die Inszenierung Die Beduinin, in der Originaltexte von Eberhardt mit Filmaufnahmen einer Stoffrecherche des Ensembles in der algerischen Sahara kombiniert wurden; die Titelrolle spielte Ursula Renneke.
1991 wurde ihr Leben mit Mathilda May in der Hauptrolle unter dem Titel Isabelle Eberhardt verfilmt. Am 24. Februar 2012 wurde die von Missy Mazzoli komponierte Oper Song from the Uproar: The Lives and Deaths of Isabelle Eberhardt in New York uraufgeführt. Jolie Holland nimmt in ihrem Song Old Fashioned Morphine Bezug zu Eberhardts Drogenkonsum: „Give me that old fashioned morphine – It’s good enough for me – It was good enough for Isabelle Eberhardt“.
Eine Straße im Genfer Stadtteil Les Grottes ist nach Isabelle Eberhardt benannt.

## Literarisches Werk
Einige Geschichten und Reiseberichte von Isabelle Eberhardt erschienen noch zu ihren Lebzeiten in der algerischen Kolonialzeitschrift L’Akhbar und in La Dépèche algérienne sowie in weiteren französischen Zeitungen. Es ist bis heute nicht geklärt, inwieweit Victor Barrucand, Verleger und Freund von Isabelle Eberhardt, ihren Nachlass umgestaltet hat. Ihre Tagebücher, die von ihr nicht zur Veröffentlichung gedacht waren, ermöglichen eine Annäherung an Isabelle Eberhardt. Mangels dritter Quellen ist dies oft der einzige Zugang zu ihrer Biografie. Der geplante Roman Le Trimardeur, dessen Skizzen sie jahrelang mit sich herumtrug, blieb unvollendet. In ihren Tagwerken (Mes journaliers), die insgesamt vier Bände umfassen, schildert Isabelle Eberhardt gefühlvoll ihre Erinnerungen und Erlebnisse.
In der Hommage „Briefe, Tagebuchblätter, Prosa“ (1992 verlegt von Herrera Eglal) wurde ihr literarisches Schaffen neu aufgearbeitet. Die Änderungen von Victor Barrucand sollen dabei weggelassen worden sein, sodass die ursprüngliche Fassung, angereichert mit biografischen Anmerkungen, präsentiert werden konnte. Die Herausgeberin Herrera Eglal schrieb dazu: „Über ihre Person ist sehr viel geschrieben worden, über ihr literarisches Werk jedoch, in dem sich ihr ganzes Wesen offenbart, sehr wenig“.

### Werkverzeichnis
Alle Bücher mit Texten von Isabelle Eberhardt wurden postum veröffentlicht.

#### Originalausgaben (Auswahl)
- The passionate nomad : the diary of Isabelle Eberhardt (Digitalisat – Internet Archive)
- Nouvelles algériennes. 1905.
- Dans l’ombre chaude de l’Islam. 1906.
- Mes journaliers. 1922.

#### In deutscher Sprache
- Sandmeere. Sämtliche Werke in vier Bänden. Mit einem Vorwort von Hans Christoph Buch. März bei Zweitausendeins, Frankfurt am Main 1981.
  - Taschenbuchausgabe in zwei Bänden: Rowohlt, Reinbek 1983, ISBN 3-499-15231-2 und ISBN 3-499-15232-0.
- Briefe an drei Männer. Rowohlt, Reinbek 1993, ISBN 3-499-13187-0.
- Briefe, Tagebuchblätter, Prosa. Lenos, Basel 2002, ISBN 3-85787-671-9.